# 東京ジュニアオーケストラソサエティ
東京ジュニアオーケストラソサエティ/TJOS（トウキョウジュニアオーケストラソサエティ、Tokyo Junior Orchestra Society、T.J.O.S.）は、1994年4月篠崎史紀らを中心に設立された日本のジュニアオーケストラである。

## 概要
NHK交響楽団の第1コンサートマスターである篠崎史紀の呼びかけによって設立された。レッスンや演奏を通じ、相互の親密なコミュニケーションによって生まれる「インタープレイ・合奏における相互作用」による真のアンサンブル精神を学び、豊かな感性を養っていく事を主旨としたジュニア・オーケストラである。
2009年秋には東京都よりNPO法人としての認証を受け、国内のジュニアオーケストラとしては珍しく特定の企業や自治体などのスポンサーを持たずに運営の主体を自らにもつことによりその理念を貫いている。
楽団員は小学校3年生から大学生までの一般公募によって選ばれた子供達である。楽団員は随時募集している。
「N響ほっとコンサート」の出演、国内音楽祭での招待演奏、世界を舞台にするユースオーケストラとの合同演奏、2010年10月にNHK-BSで放送されたショパンの生誕200周年を記念する生放送番組「みんなのショパン」においての生演奏に出演し、高い評価を受けるなど活躍の場はますます拡がりを見せている。

## 講師陣
芸術監督
篠崎史紀（ヴァイオリン/NHK交響楽団第一コンサートマスター）
音楽監督
小野富士（ヴィオラ/NHK交響楽団）

今野悠子（ヴァイオリン/桐朋学園付属子供のための音楽教室非常勤講師）
奥田雅代（ヴァイオリン/元東京都交響楽団第一ヴァイオリン首席奏者）
白井篤（ヴァイオリン/NHK交響楽団次席）
鈴木まり奈（ヴィオラ/東京交響楽団）
中村翔太郎（ヴィオラ/NHK交響楽団次席）
桑田歩（チェロ/NHK交響楽団首席代行）
小林奈那子（チェロ）
吉田秀（コントラバス/NHK交響楽団首席）
谷口拓史（コントラバス/元兵庫芸術文化センター管弦楽団トップ）
一戸敦（フルート/読売日本交響楽団）
荒絵理子（オーボエ/東京交響楽団首席奏者）
磯部周平（クラリネット/元NHK交響楽団首席奏者）
近藤千花子（クラリネット/東京交響楽団）
豊永美恵（クラリネット）
吉田将（ファゴット/読売日本交響楽団首席奏者）
依田晃宣（ファゴット/藝大フィルハーモニア）
日高剛（ホルン/東京藝術大学准教授）
吉永雅人（ホルン/新日本フィルハーモニー交響楽団副首席奏者）
高橋敦（トランペット/東京都交響楽団首席奏者）
佐藤友紀（トランペット/東京交響楽団首席奏者）
栃本浩規（トランペット/東京藝術大学准教授）
荻野昇（トロンボーン/東京交響楽団首席奏者）
中村友子（トロンボーン）
久保昌一（パーカッション/NHK交響楽団首席）
武藤厚志（パーカッション/読売日本交響楽団首席）

## 主な演奏会
- 1997年8月30日　デビューコンサート（紀尾井ホール）

指揮・広上淳一
シベリウス　交響詩「フィンランディア」作品26
チャイコフスキー　交響曲第5番ホ短調 作品64　他
- 1998年8月30日　第2回定期演奏会（紀尾井ホール）

指揮・手塚幸紀
モーツァルト　ヴァイオリンとヴィオラのための協奏交響曲変ホ長調 K.364（ソリスト/篠崎史紀・小野富士）　
ドヴォルザーク　交響曲第8番ト長調 作品88　他
- 1999年8月30日　第3回定期演奏会（紀尾井ホール）

賛助出演・北九州ジュニアオーケストラ
指揮・山下一史・宮松重紀（北九州ジュニアオーケストラ）
ハイドン　トランペット協奏曲（ソリスト/坂本敦）
チャイコフスキー　交響曲第4番ヘ短調 作品36　他
- 2000年8月30日　第4回定期演奏会（紀尾井ホール）

指揮・キンボー・イシイ＝エトウ
ドヴォルザーク　チェロ協奏曲 ロ短調 作品104（ソリスト/桑田歩）
ドヴォルザーク　交響曲第9番ホ短調 作品95「新世界より」
- 2002年8月10日　サマーコンサート2002（ぱるるプラザ千葉）

指揮・小野富士
モーツァルト　フルート協奏曲第1番 ト短調 K313（ソリスト/一戸敦）
チャイコフスキー　交響曲第5番ホ短調 作品64
- 2004年4月3日　第5回定期演奏会（紀尾井ホール）

指揮・広上淳一
モーツァルト　交響曲第41番「ジュピター」K551
ドヴォルザーク　交響曲第8番ト長調 作品88
- 2004年12月26日　ウィンターコンサート（国立オリンピック記念青少年総合センター）

指揮・広上淳一
メンデルスゾーン　弦楽八重奏変ホ短調 作品20
シベリウス　交響詩「フィンランディア」作品26
ベートーヴェン　交響曲第7番イ長調 作品92　　　　　　　　　　　　
- 2005年8月28日　第6回定期演奏会（国立オリンピック記念青少年総合センター）

指揮・広上淳一
ビゼー　「アルルの女」第1組曲・第2組曲
ブラームス　交響曲第2番ニ長調 作品73
- 2006年8月27日　創立10周年記念第7回定期演奏会（すみだトリフォニーホール）

指揮・下野竜也
ラフマニノフ　ピアノ協奏曲第3番ニ短調 作品30(ソリスト/清水和音)
チャイコフスキー　バレエ「白鳥の湖」作品20a 抜粋
- 2007年4月8日　春の演奏会（セシオン杉並）

指揮・小野富士
テレマン　ファンタジー より第1番・第4番
モーツァルト　2つの管楽器のための12の小品
メンデルスゾーン　弦楽八重奏変ホ短調 作品20（弦楽八重奏）
メンデルスゾーン　交響曲第4番「イタリア」
- 2007年8月26日　第8回定期演奏会（杉並公会堂）

指揮・小野富士
グリンカ　歌劇「ルスランとリュドミラ」序曲
リムスキー＝コルサコフ 　スペイン奇想曲
チャイコフスキー　交響曲第5番ホ短調 作品64
マスカーニ　「カヴァレリア・ルスティカーナ」間奏曲（アンコール）
- 2008年3月30日　春の演奏会（国立代々木青少年オリンピックセンター）

指揮・桑田歩
シャイト　カンツォン・ コルネット
ハイドン  チェロ協奏曲第1番ハ長調（ソリスト/桑田歩）
ドヴォルザーク　交響曲第8番ト長調 作品88　
- 2008年7月1日　カリフォルニア・ユース・シンフォニー&東京ジュニアオーケストラソサエティ合同演奏会（杉並公会堂）

指揮・レオ・アイラー(CYS)　小野富士(TJOS)
ラフマニノフ　パガニーニの主題による狂詩曲 作品43(CYS)
ヴェルディ　歌劇「運命の力」序曲(TJOS)
グノー　歌劇「ファウスト」バレエ音楽より（TJOS）
リムスキー＝コルサコフ　交響組曲「シェヘラザード」作品35(CYS)
外山雄三　管弦楽のためのラプソディ(合同演奏)
- 2008年8月24日　第9回定期演奏会（杉並公会堂）

指揮・山下一史
ヴェルディ　歌劇「運命の力」序曲
グノー　歌劇「ファウスト」バレエ音楽より
リムスキー＝コルサコフ　交響組曲「シェヘラザード」作品35
- 2009年3月29日　春の演奏会（国立代々木青少年オリンピックセンター）

指揮・小野富士
グノー　9つの管楽器の為の小交響曲
チャイコフスキー　弦楽セレナーデハ長調 作品48
オッフェンバック　喜歌劇「天国と地獄」序曲
ビゼー　「カルメン」 第1組曲・第2組曲
- 2009年8月23日　第10回記念定期演奏会（文京シビックセンター大ホール）

指揮・下野竜也
ベートーヴェン　交響曲第5番ハ短調 作品67
ベルリオーズ　「幻想交響曲」 作品14
- 2010年3月27日　春の演奏会（国立代々木青少年オリンピックセンター）

指揮・小野富士
ヨハン・シュトラウス　喜歌劇「こうもり」序曲
「アンネン・ポルカ」
ワルツ「春の声」
ポルカ「観光列車」
「雷鳴と電光」
ワルツ「美しき青きドナウ」
ベートーヴェン　交響曲第7番イ長調 作品92　　　　　　　　　　　　　
ヨハン・シュトラウス&ヨーゼフ・シュトラウス　「ピチカート・ポルカ」(アンコール)
ヨハン・シュトラウス一世　「ラデッキー行進曲」(アンコール)
- 2010年8月29日　第11回定期演奏会（杉並公会堂）

指揮・梅田俊明
ベルリオーズ　「ローマの謝肉祭」序曲
チャイコフスキー　幻想序曲「ロメオとジュリエット」
シベリウス　交響曲第2番ニ長調 作品43
- 2011年5月4日　東日本大震災チャリティーコンサート（国立代々木青少年オリンピックセンター）

指揮・礒部周平
モーツァルト　「フィガロの結婚」序曲
モーツァルト　クラリネット協奏曲イ長調 K.622(ソリスト/礒部周平)
ウェーバー　「魔弾の射手」序曲
チャイコフスキー　組曲「くるみ割り人形 Op.71a」
チャイコフスキー　バレエ音楽「くるみ割り人形 Op.71　第14曲パ・ドゥ・ドゥ」(アンコール)
- 2011年8月28日　第12回定期演奏会（文京シビックセンター大ホール）

指揮・高関健
ベートーヴェン　交響曲第1番ハ長調　作品21
ドビュッシー 「小組曲」（アンリ・ビュッセルによるオーケストラ編曲）
チャイコフスキー　交響曲第4番ヘ長調　作品36
- 2012年3月31日　春の演奏会（国立代々木青少年オリンピックセンター）

指揮・小野富士
コープランド　市民のためのファンファーレ
ベルトミュー　アルカディ
モーツァルト　セレナード第12番 ハ短調「ナハトムジーク」K.388(384a)
ドヴォルザーク　弦楽セレナーデ ホ長調 作品22
リスト　交響詩「レ・プレリュード」
ワーグナー　「ニュルンベルグのマイスタージンガー」前奏曲
- 2012年8月19日　第13回定期演奏会（文京シビックセンター大ホール）

指揮・広上淳一
ムソルグスキー　交響詩「はげ山の一夜」（リムスキー＝コルサコフ編）
グリーグ　劇付随音楽「ペール・ギュント」第1組曲 作品46・第2組曲 作品55
ブラームス　交響曲第1番ハ短調 作品68
- 2013年3月28日　春の演奏会（国立代々木青少年オリンピックセンター）

指揮・小野冨士
シューベルト　「ロザムンデ」序曲
ハイドン　 チェロ協奏曲第2番ハ長調（ソリスト/向山佳絵子）
シューマン　交響曲第1番変ロ長調 作品38「春」
- 2013年8月11日　第14回定期演奏会（文京シビックセンター大ホール）

指揮・山下一史
モーツァルト　歌劇「魔笛」序曲
ベートーヴェン　交響曲第8番ヘ長調 作品93
ブラームス　交響曲第4番ホ短調 作品98
- 2013年3月30日　東日本大震災チャリティーコンサート～第九演奏会～（文京シビックセンター大ホール）

指揮・小野富士
合唱指揮・山神健志
合唱・東京ジュニアオーケストラソサエティ第九合唱団
ソプラノ・園田直美　　メゾソプラノ・但馬由香　　テノール・三浦大喜　　バリトン・郷田明倫
ベートーヴェン　「エグモント」序曲
ベートーヴェン　交響曲第9番ニ短調 作品125「合唱付」
- 2014年8月10日　第15回定期演奏会（文京シビックセンター大ホール）

指揮・広上淳一
ロッシーニ　歌劇「セビリアの理髪師」序曲
モーツァルト　交響曲第40番ト短調 K.550
ベートーヴェン　交響曲第3番変ホ長調 作品55「英雄」
- 2015年3月30日　東日本大震災チャリティーコンサート（国立代々木青少年オリンピックセンター）

指揮・桑田歩
ベートーヴェン　レオノーレ序曲第3番 作品72b
ブルッフ　ヴァイオリン協奏曲第1番ト短調 作品26(ソリスト/青木尚佳)
シューマン　交響曲第2番ハ長調 作品61
- 2015年8月16日　第16回定期演奏会（文京シビックセンター大ホール）

指揮・山下一史
モーツァルト　歌劇「ドン・ジョバンニ」序曲 K.527
シューベルト　交響曲第7番ロ短調 D.759「未完成」
チャイコフスキー　交響曲第5番ホ短調 作品64
- 2016年4月1日　東日本大震災チャリティーコンサート（国立代々木青少年オリンピックセンター）

指揮・荻野昇(ホルストのみ)、小野冨士
ホルスト　吹奏楽の為の第1組曲 作品28a
グノー　9つの管楽器の為の小交響曲
チャイコフスキー　弦楽セレナーデハ長調 作品48
ビゼー　「アルルの女」第1組曲・第2組曲
- 2016年8月19日　創立20周年記念第17回定期演奏会（文京シビックセンター大ホール）

指揮・下野竜也
グリーグ　歌劇「ルスランとリュドミュラ」序曲
ラフマニノフ　ピアノ協奏曲第2番ハ短調 作品18(ソリスト/イリヤ・イーティン)
ドヴォルザーク　交響曲第9番ホ短調 作品95「新世界より」
- 2017年4月2日　春の演奏会（国立代々木青少年オリンピックセンター）

指揮・荻野昇(ホルストのみ)、桑田歩
ワーグナー　「ニュルンベルグのマイスタージンガー」前奏曲
ホルスト　吹奏楽の為の第2組曲 作品28b
グリーグ　組曲「ホルベアの時代から」作品40
メンデルスゾーン　劇付随音楽「真夏の夜の夢」作品61より
- 序曲(作品21)
- スケルツォ
- 夜想曲
- 間奏曲
- 結婚行進曲

- 2017年5月6日　第50回アジア開発銀行年次総会記念式典（パシフィコ横浜大ホール）

指揮・小野冨士
ワーグナー　「ニュルンベルグのマイスタージンガー」前奏曲
ダンスユニットWORLD ORDERとのジョイント演奏
- 2017年8月19日　第18回定期演奏会（文京シビックセンター大ホール）

指揮・高関健
スメタナ　歌劇「売られた花嫁」序曲
ウェーバー　クラリネット協奏曲第2番変ホ長調 作品74(ソリスト/近藤千花子)
ドヴォルザーク　交響曲第8番ト長調 作品88

## 主なテレビ出演
- 2005年  N響ほっとコンサート招待参加（NHKホール）

指揮・山下一史
ビゼー　「アルルの女」よりファランドール
シベリウス　交響詩「フィンランディア」作品26
教育テレビ「N響アワー」で放送
- 2010年  NHKハイビジョン　ショパン生誕200周年記念番組「みんなのショパン」にて生演奏

指揮・梅田俊明
独奏・小林愛実
ショパン　ピアノ協奏曲第1番ホ短調 作品11より第1楽章　